# Paradelphomyia (Oxyrhiza) morelosensis
Paradelphomyia (Oxyrhiza) morelosensis is een tweevleugelige uit de familie steltmuggen (Limoniidae). De soort komt voor in het Neotropisch gebied.